# Mateo Correa Magallanes
Mateo Correa Magallanes (en français Matthieu Correa, né le 23 juillet 1866 à Tepechitlán (en), Zacatecas (Mexique) et mort le 6 février 1927 à Durango) est un prêtre et martyr du secret de la confession durant la guerre des Cristeros.
Il est canonisé le 21 mai 2000 par le pape Jean-Paul II parmi 24 autres martyrs de la guerre des Cristeros. Il est liturgiquement commémoré le 6 février.

## Biographie
Entré au séminaire de Zacatecas en 1881, il est ordonné prêtre en 1893 à l'âge de 27 ans. Au début de son sacerdoce, il donne la première communion à Miguel Agustin Pro, futur prêtre et martyr. Il est nommé curé à Concepción del Oro (en) en 1898, puis à Colotlán en 1908, avant d'être finalement installé à Valparaiso (en) en 1926.
En 1927, durant la rébellion armée qui oppose les Cristeros au gouvernement mexicain, il est arrêté par des soldats alors qu'il administre l'extrême-onction à une malade.
Il est emprisonné à Zacatecas puis à Durango où, le 5 février, le général Eulogio Ortiz (es) lui demande d'entendre la confession des Cristeros retenus prisonniers.
Il lui est ensuite demandé de révéler ce qui a été dit. Malgré les menaces de mort du général Ortiz, Mateo Correa refuse de rompre le secret de la confession. À l'aube du 6 février 1927, il est emmené dans un cimetière des environs de Durango, où il est abattu d'une balle dans la tête,.